# Лоскоти (фільм)
«Лоскоти» (фр. Les Chatouilles) — французький драматичний фільм 2018 року, поставлений режисерами Андреа Бескон та Еріком Метає. Світова прем'єра відбулася 14 травня 2018 на 71-му Каннському міжнародному кінофестивалі, де стрічка брала участь у програмі секції «Особливий погляд». У 2019 році фільм було номіновано в 5-ти категоріях на здобуття французької національної кінопремії «Сезар» .

## Сюжет
8-річна Одетта любить малювати і танцювати. Звичайно, вона довіряє дорослим, то ж чому їй боятися друзів своїх батьків, які пропонують їй «погратися в лоскотання»? Але одного разу друг сім'ї зґвалтує її, і це змінить плин її подальшого життя. Ставши дорослою, Одетта занурюється тілом і душею у свою кар'єру танцівниці, намагаючись розібратися з минулим.

## У ролях
| • Андреа Бескон   | … | Одетта Ле Надан             |
| • Карін Віар      | … | Мадо Ле Надан               |
| • Кловіс Корнійяк | … | Фабріс Ле Надан             |
| • П'єр Деладоншам | … | Жильбер Мігуї               |
| • Грегуар Монтель | … | Ленні                       |
| • Кароль Франк    | … | психолог                    |
| • Гринж           | … | Маню                        |
| • Аріана Аскарід  | … | пані Малек, вчителька танцю |
| • Сиріл Мерес     | … | Одетта дитина               |
| • Леоні Сімага    | … | Лола                        |

## Знімальна група
- Автори сценарію — Андреа Бескон, Ерік Метає
- Режисери-постановники — Андреа Бескон, Ерік Метає
- Продюсери — Франсуа Краус, Мартін Мец, Дені Піно-Валенсьєнн
- Виконавчий продюсер — Беата Сабоова
- Співпродюсери — Надя Хамліші, Адріан Політовскі
- Оператор — П'єр Айм
- Композитор — Клеман Дюколь
- Монтаж — Валерф Десен
- Художник-постановник — Ерік Барбоса
- Художник-костюмер — Ізабель Паннетьє
- Підбір акторів — Еммануель Прево

## Нагороди та номінації
| Список нагород та номінацій (Список не є вичерпним) | Список нагород та номінацій (Список не є вичерпним) | Список нагород та номінацій (Список не є вичерпним) | Список нагород та номінацій (Список не є вичерпним) | Список нагород та номінацій (Список не є вичерпним) | Список нагород та номінацій (Список не є вичерпним) |
| Кінофестиваль/Кінопремія                            | Рік                                                 | Категорія                                           | Номінант(и)                                         | Результат                                           | Дж                                                  |
| --------------------------------------------------- | --------------------------------------------------- | --------------------------------------------------- | --------------------------------------------------- | --------------------------------------------------- | --------------------------------------------------- |
| Каннський міжнародний кінофестиваль                 | 2018                                                | Приз «Особливий погляд»                             | Лоскоти                                             | Номінація                                           |                                                     |
| Каннський міжнародний кінофестиваль                 | 2018                                                | Золота камера за найкращий дебютний фільм           | Лоскоти                                             | Номінація                                           |                                                     |
| Кінофестиваль в Довілі                              | 2018                                                | Приз Орнано-Валетті                                 | Лоскоти                                             | Перемога                                            |                                                     |
| Гамбурзький кінофестиваль                           | 2018                                                | Приз «Нові таланти» за найкращий художній фільм     | Лоскоти                                             | Перемога                                            |                                                     |
| Міжнародний кінофестиваль у Чикаго                  | 2018                                                | Золотий Г'юго — «Нові режисери»                     | Лоскоти                                             | Номінація                                           |                                                     |
| Міжнародний кінофестиваль у Чикаго                  | 2018                                                | Приз Роджера Еберта — «Нові режисери»               | Лоскоти                                             | Перемога                                            |                                                     |
| Премія «Люм'єр»                                     | 04.02.2019                                          | Найперспективніший акторка                          | Андреа Бескон                                       | Номінація                                           |                                                     |
| Премія «Люм'єр»                                     | 04.02.2019                                          | Найкращий сценарій                                  | Андреа Бескон, Ерік Метає                           | Номінація                                           |                                                     |
| Премія «Кришталевий глобус»                         | 5.02.2019                                           | Найкращий фільм                                     | Лоскоти                                             | Перемога                                            | [ 5 ]                                               |
| Премія «Кришталевий глобус»                         | 5.02.2019                                           | Найкращий актор                                     | П'єр Деладоншам                                     | Номінація                                           | [ 5 ]                                               |
| Премія «Кришталевий глобус»                         | 5.02.2019                                           | Найкраща акторка                                    | Карін Віар                                          | Перемога                                            | [ 5 ]                                               |
| Премія «Сезар»                                      | 22.02.2019                                          | Найкращий актор другого плану                       | Кловіс Корнійяк                                     | Номінація                                           | [ 2 ]                                               |
| Премія «Сезар»                                      | 22.02.2019                                          | Найкраща акторка другого плану                      | Карін Віар                                          | Перемога                                            | [ 2 ]                                               |
| Премія «Сезар»                                      | 22.02.2019                                          | Найкращий адаптований сценарій                      | Андреа Бескон, Ерік Метає                           | Перемога                                            | [ 2 ]                                               |
| Премія «Сезар»                                      | 22.02.2019                                          | Найкращий монтаж                                    | Валері Дезейн                                       | Номінація                                           | [ 2 ]                                               |
| Премія «Сезар»                                      | 22.02.2019                                          | Найкращий дебютний фільм                            | Лоскоти                                             | Номінація                                           | [ 2 ]                                               |